# Wood Cemetery
Wood Cemetery is een Britse militaire begraafplaats met gesneuvelden uit de Eerste Wereldoorlog, gelegen in de Franse gemeente Marcelcave (departement Somme). De begraafplaats werd ontworpen door George Goldsmith en ligt aan de Rue de Cayeux op 1.760 m ten zuidoosten van het centrum (Église Saint-Marcel). Ze heeft een trapeziumvormig grondplan met aan de noordelijke zijde een apsis waarin het Cross of Sacrifice is geplaatst. De begraafplaats wordt omsloten door een bakstenen muur. Vanaf de weg voert een pad van 230 m naar de toegang bestaande uit een metalen hekje. 

De begraafplaats telt 50 gesneuvelden (waaronder 3 niet geïdentificeerde) en wordt onderhouden door de Commonwealth War Graves Commission.

## Geschiedenis
Nadat tijdens het Duitse lenteoffensief het front vele kilometers naar het westen opschoof en de gemeente door hen werd veroverd planden het geallieerde opperbevel een groot tegenoffensief dat bekend werd als de Slag bij Amiens dat uiteindelijk tot de terugtrekking van het Duitse leger zou leiden (zie ook Honderddagenoffensief). Op de eerste dag van deze slag (8 augustus 1918) werd Marcelcave door het Canadian Corps veroverd en werd de begraafplaats later die maand aangelegd. 
Onder de geïdentificeerde slachtoffers zijn er 39 Canadezen en 8 Britten. De meeste van hen sneuvelden op 8 en 9 augustus 1918.

### Onderscheiden militairen
- Kevin Stewart Drummond, luitenant bij de Canadian Intantry werd onderscheiden met het Military Cross (MC).
- Clarke Foster Colpitts, sergeant bij de Canadian Infantry werd onderscheiden met de Meritorious Service Medal (MSM).
- William Henry Thomas, korporaal bij de Canadian Infantry werd onderscheiden met de Military Medal (MM).